# 张子明 (1918年)
张子明（1918年—1991年），男，山西离石人，中华人民共和国军事人物，中国人民解放军少将，曾任中国人民解放军铁道兵副政治委员。